# باري يونغ
باري يونغ (12 أكتوبر 1975 - ) (بالإنجليزية: Barry Young)‏ هو لاعب كريكت بريطاني.